# عبد الله أباد (حومة دامغان)
عبد الله أباد هي مستوطنة تقع في إيران في منطقة مركزية ريفية. يقدر عدد سكانها بـ 22 نسمة .